# 4799 Hirasawa
A 4799 Hirasawa (ideiglenes jelöléssel 1989 TC1) a Naprendszer kisbolygóövében található aszteroida. Mizuno Josikane és Furuta Tosimasza fedezte fel 1989. október 8-án.